# Jorge Gallegos Trelanzi
Jorge Gallegos Trelanzi (Roma, 1 de febrero de 1893 – Madrid, 9 de mayo de 1975) fue un arquitecto español, hijo del pintor jerezano José Gallegos y Arnosa y de la milanesa Giuseppina Trelanz. Durante su vida profesional colaboró habitualmente con el arquitecto Antonio Flórez, y sus trabajos estuvieron vinculados al Ministerio de Educación de España. Obtuvo el título de arquitecto en Italia, en julio de 1921, año en el que regresa a España. Tuvo el cargo de jefe de la Oficina Técnica de Construcción de Escuelas. Suyas son las escuelas Cervantes en Vila-real, Sant Sebastià de Vinaròs y seguramente la antigua Cervantes de Betxí; .